# Inga ferrugineo-hirta
Inga ferrugineo-hirta är en ärtväxtart som beskrevs av George Bentham. Inga ferrugineo-hirta ingår i släktet Inga och familjen ärtväxter. Inga underarter finns listade i Catalogue of Life.